# Oxira angusta
Oxira angusta là một loài bướm đêm trong họ Noctuidae.